# Grube Huth
Die Grube Huth lag im Ortsgebiet von Hamm (Sieg) im Landkreis Altenkirchen in Rheinland-Pfalz.

## Geschichte
Im Jahr 1560 wurde sie erstmals erwähnt. 1763 fand eine Konsolidation statt. Abbau im 19. Jahrhundert begann etwa 1815. Bekannt sind der ca. 500 m lange Pumpenkopfer Stollen auf 197,8 m (Lage) und der ca. 400 m lange, heute verbrochene Althuther Stollen auf 203,21 m (Lage).
Ab 1867 wurde Tiefbau mittels einer Dampfmaschine betrieben. Der „Alte Schacht“ der Grube erreichte eine Teufe von 270 m (tiefste Sohle lag auf 260 m). Zwischen 1885 und 1937 ruhte, aufgrund geringer Eisenpreise, der Betrieb. 1937 sollen für die Wiederaufnahme des Grubenbetriebs 5 Millionen Reichsmark eingeplant gewesen sein. Pläne sahen vor, über einen Zentralschacht und vier bis zu 3 km lange Richtstrecken, zahlreiche ruhende Lagerstätten stillliegender Gruben (u. a. Hohe Grete bei Wickhausen, Hamberg bei Opperzau und Hümmerich bei Marienthal im Westerwald) für Untersuchungen und Förderung aufzuschließen.
Am 15. August 1937 wurde ein neuer Schacht mit einem Durchmesser von 3,9 m angelegt. Dieser erreichte eine Teufe von 410 m. Die Grube erhielt 1938 ihr Fördergerüst vom sog. Neuen Schacht der Grube Stahlberg in Müsen.
Bis zum Jahresende 1940 wurde eine Schachtteufe von 424,58 m erreicht. Die Gesamtteufe der Grube betrug 465 m. Über den neuen Schacht konnte die Belegschaft am 27. Juni 1941 erstmals einfahren. Die Belegschaft bestand aus 70 Arbeitern. In einer Teufe von 310 m wurde allerdings nur noch das Eisenkauler Mittel I bauwürdig angetroffen (280 m2 Gangfläche an bauwürdigem Eisenstein). Insgesamt gab es 5, evtl. sogar 6 Tiefbausohlen, wobei die 360-m-Sohle dann die Tiefste darstellte. Am 24. September 1944 wurde die letzte Grubenschicht verfahren. Lediglich Schanzarbeiten am Westwall und die Wasserförderung der Grube wurden fortgeführt. 1948 wurde das Fördergerüst, im Zuge von Reparationsleistungen, demontiert und in der ca. 820 km entfernten Basse-Normandie wiederaufgebaut. Es wurde von 1949 bis 1978 in der Schachtanlage 1b der Eisenerzgrube Saint-Clair-de-Halouze im Département Orne in der Normandie eingesetzt.
Die Gesamtförderung (ab 1815) der Grube betrug 415.767 t Eisenerz.

### Gangmittel
Die Lagerstätte erstreckte sich über eine Länge von 700 m und war in mehrere einzelne Gangmittel mit verschiedenen Streichrichtungen geteilt.
Eine doppelte Hakenbildung lag in der Mitte des Siderit-Erzganges vor.

#### Gangflächen und Volumen je Sohle
| Sohle             | Gangfläche in m² | Volumen in m³ |
| ----------------- | ---------------- | ------------- |
| Pumpenkopfstollen | 1.190            |               |
| 130 m             | 1.350            | 165.100       |
| 170 m             | 785              | 42.000        |
| 220 m             | 630              | 28.300        |
| 260 m             | 370              | 20.000        |
| 310 m             | 130              | 12.250        |